# Bandar (Oost-Java)
Bandar is een bestuurslaag in het regentschap Pacitan van de provincie Oost-Java, Indonesië. Bandar telt 7757 inwoners (volkstelling 2010).